# Jacqueline Scott
Jacqueline Sue Scott (* 25. Juni 1931 in Sikeston, Missouri; † 23. Juli 2020 in Los Angeles, Kalifornien) war eine US-amerikanische Schauspielerin. Sie spielte seit 1956 in mehr als 100 Filmen und Fernsehserien mit. Neben ihren Auftritten in Dutzenden Fernsehserien erlangte sie vor allem durch Rollen in Steven Spielbergs Debütfilm Duell sowie dem Thriller Der große Coup Bekanntheit.

## Leben
Jacqueline Scott wurde am 25. Juni 1931 in Sikeston im Scott County geboren. Sie besuchte insgesamt 15 verschiedene Schulen, da ihr Vater berufsbedingt oft umziehen musste. Ihren Abschluss an der High School machte sie in Neosho.
Scott begann ihre Laufbahn als Schauspielerin in einer kleinen Theatergruppe in St. Louis, ehe sie nach New York zog und dort auch an größeren Theatern auftrat. Ihre erste Rolle am Broadway hatte sie mit The Wooden Dish an der Seite von Louis Calhern. Des Weiteren spielte sie in Inherit the Wind an der Seite von Paul Muni.
Ihre erste Filmrolle erhielt Scott 1958 in Macabre. Bereits zwei Jahre zuvor hatte sie ihren ersten Auftritt in einer Fernsehserie. Hierbei entdeckten sie die Produzenten des Films und verpflichteten Scott für die Rolle der Polly Baron.
In den folgenden Jahren besetzte sie Nebenrollen in mehreren weiteren Filmproduktionen, blieb aber vor allem im Fernsehen aktiv. Zu Scotts dortigen Auftritten zählten unter anderem neun Folgen der Westernserie Rauchende Colts in den Jahren 1959 bis 1972, in denen sie sowohl die Rolle der Abelia Johnson als auch die der Anne Madison verkörperte. Von 1964 bis 1967 war Scott gelegentlich als Donna Kimble Taft, der Schwester des Hauptcharakters Dr. Richard Kimble in Auf der Flucht zu sehen. Zwischen 1966 und 1973 wirkte sie in insgesamt vier Folgen der Krimiserie FBI mit. 1969 spielte sie eine Nebenrolle als Laurie Mills im Western Frank Patch – Deine Stunden sind gezählt an der Seite ihres Filmpartners Jimmy Lydon.
Einen ihrer bekanntesten Filmauftritte hatte Jacqueline Scott 1971 in Steven Spielbergs Debütfilm Duell, in dem sie die Rolle von Mrs. Mann, der Ehefrau des von Dennis Weaver verkörperten Hauptcharakters David Mann spielte. Der eigentlich nur für die Fernsehausstrahlung bestimmte Thriller wurde äußerst erfolgreich und verhalf Scott so zu größeren Rollen. So war sie unter anderem 1973 als Nadine Varrick im Thriller Der große Coup sowie 1977 im Tierhorrorfilm In der Gewalt der Riesenameisen zu sehen. 1987 verkörperte Scott die Rolle der Ruth Wilson in der Fernsehserie Reich und Schön. Bis 2004 sah man sie bei zahlreichen Gastauftritten in bekannten Serien und Sitcoms. Ihren letzten Filmauftritt hatte Scott 2009 in Sugar Boxx.
Scott war seit 1958 mit Gene Lesser verheiratet. Das Paar hat zwei Kinder. Auch im hohen Alter trat sie für Interviews über ihre Schauspielkarriere auf, darunter im Frühjahr 2018 gemeinsam mit ihrer Schauspielkollegin Jan Shepard in der im Fernsehen und auf YouTube ausgestrahlten Serie A Word on Western über ihre Rollen in Rauchende Colts.
Jacqueline Scott starb am 23. Juli 2020 im Alter von 89 Jahren an einer Lungenkrebs-Erkrankung.

## Filmografie (Auswahl)

### Filme
- 1958: Macabre
- 1962: House of Women
- 1968: Die fünf Vogelfreien (Firecreek)
- 1969: Frank Patch – Deine Stunden sind gezählt (Death of a Gunfighter)
- 1971: Duell (Duel)
- 1973: Der große Coup (Charley Varrick)
- 1973: Outrage (Fernsehfilm)
- 1977: In der Gewalt der Riesenameisen (Empire of the Ants)
- 1977: Telefon
- 1981: A Matter of Life and Death (Fernsehfilm)
- 1982: Verhext (Jinxed!)
- 2009: Sugar Boxx

### Fernsehserien
soweit nicht anders erwähnt jeweils eine Folge
- 1958: 77 Sunset Strip
- 1958–1960: Perry Mason (drei Folgen)
- 1958–1963: Have Gun – Will Travel (fünf Folgen)
- 1959: Richard Diamond, Privatdetektiv (Richard Diamond, Private Detective)
- 1959–1972: Rauchende Colts (Gunsmoke, neun Folgen)
- 1961: Kein Fall für FBI (The Detectives)
- 1962–1965: Bonanza (drei Folgen)
- 1962–1963: Am Fuß der blauen Berge (Laramie, drei Folgen)
- 1962: Die Leute von der Shiloh Ranch (The Virginian)
- 1963, 1964: The Outer Limits (zwei Folgen)
- 1963: Temple Houston
- 1963: Die Unbestechlichen (The Untouchables)
- 1964: Das große Abenteuer (The Great Adventure)
- 1964–1967: Auf der Flucht (The Fugitive, fünf Folgen)
- 1966–1973: FBI (The FBI; vier Folgen)
- 1970: Kobra, übernehmen Sie (Mission: Impossible)
- 1972: Cannon
- 1972: Owen Marshall – Strafverteidiger (Owen Marshall: Counselor at Law)
- 1972, 1974: Die Straßen von San Francisco (The Streets of San Francisco, zwei Folgen)
- 1973: The New Perry Mason
- 1974: Planet der Affen (Planet of the Apes)
- 1975–1978: Barnaby Jones (drei Folgen)
- 1976: Starsky & Hutch
- 1978: Make-up und Pistolen (Police Woman)
- 1978: CHiPs
- 1981: Trapper John, M.D.
- 1981: Vegas
- 1984: Trio mit vier Fäusten (Riptide)
- 1987: Reich und Schön (The Bold And The Beautiful; vier Folgen)
- 1987: L.A. Law – Staranwälte, Tricks, Prozesse (L.A. Law)
- 2004: Cold Case – Kein Opfer ist je vergessen (Cold Case)